# Waraji

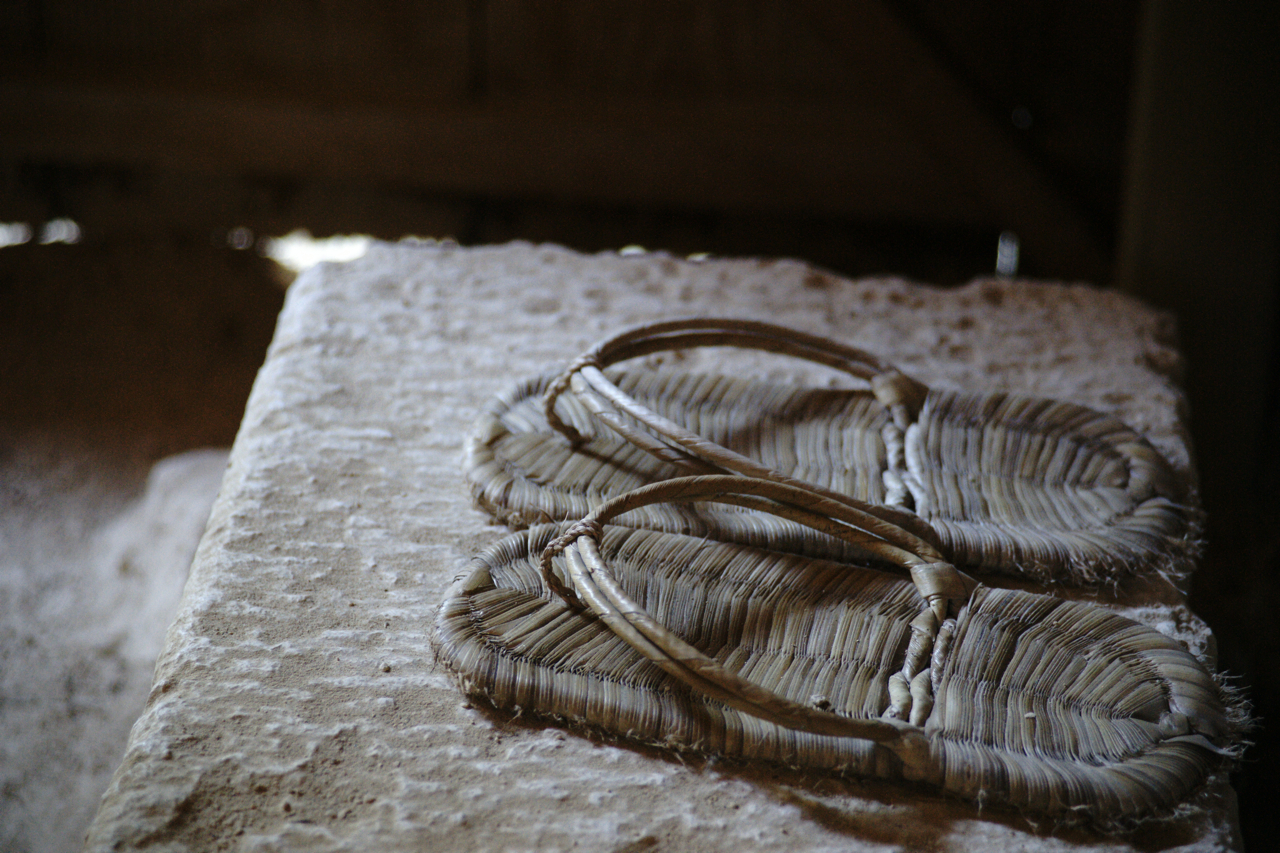
Waraji de palha

Waraji (草鞋) são sandálias feitas de corda de palha que, no passado, eram o calçado normalmente usado pelas pessoas comuns no Japão.

## Utilização
Waraji são basicamente uma forma de zōri, por isso eles são usados de forma semelhante. A principal diferença no uso entre zōri e waraji é que os dedos dos pés tradicionalmente se projetam um pouco para fora sobre a borda do waraji. Isso não acontece com zōri. A outra diferença é que normalmente não se usam tabi (equivalente às meias) com waraji, mas sim com zōri. Hoje em dia, a maioria dos monges budistas usam waraji. A maioria dos japoneses usa zōri ou geta.

### Amarração
Os waraji são amarrados de forma diferente um do outro. Não há nenhuma forma padrão para amarrar waraji.

## Galeria

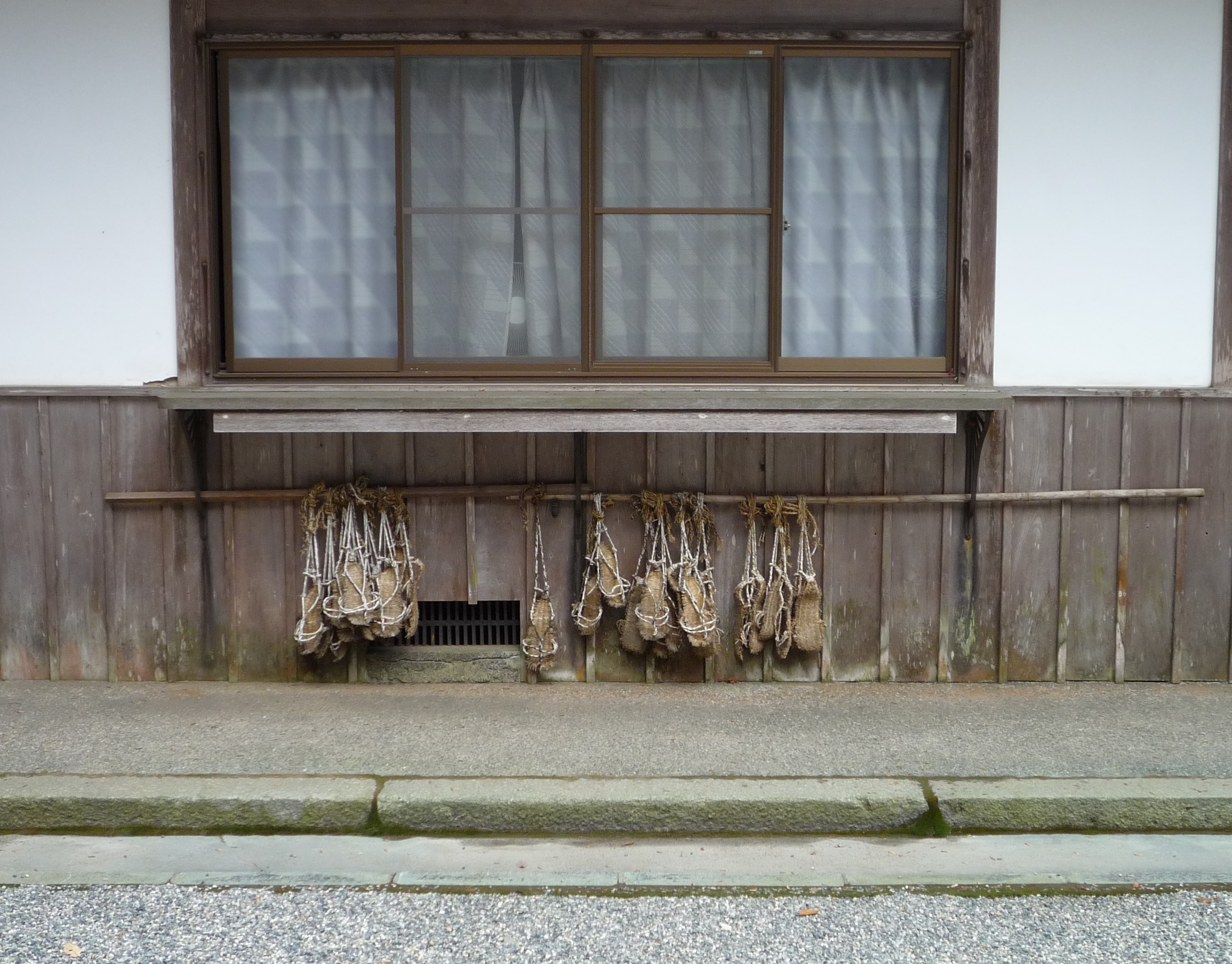
Waraji pendurados em uma parede
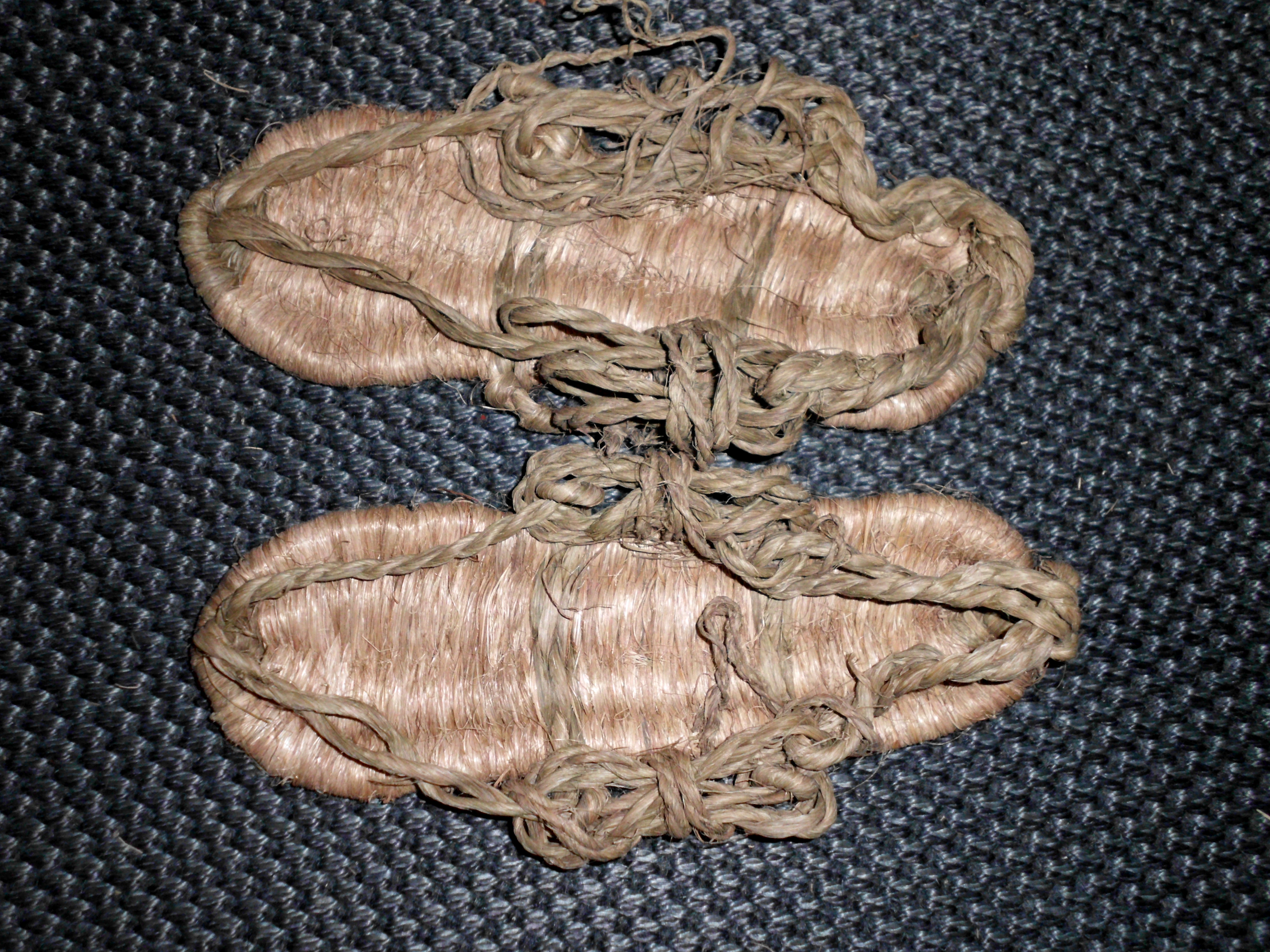
Waraji virados para a esquerda.
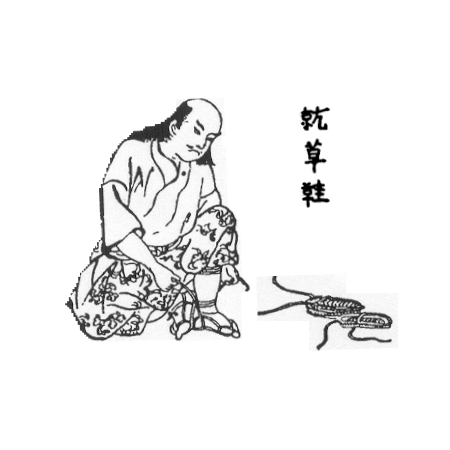
Samurai colocando waraji.